# NWA United States Heavyweight Championship (San Francisco version)
L'NWA United States Heavyweight Championship (San Francisco version) è stato un titolo difeso nelle federazioni NWA San Francisco e Big Time Wrestling facenti parte del territorio della National Wrestling Alliance.

## Storia
Il titolo originariamente si chiamava American Wrestling Alliance United States Heavyweight Championship e nel 1981 fu rinominato NWA United States Heavyweight Championship.

## Albo d'oro
| Lottatore                                                          | Regni | Data              | Luogo         | Note                                                                       |
| ------------------------------------------------------------------ | ----- | ----------------- | ------------- | -------------------------------------------------------------------------- |
| American Wrestling Alliance United States Heavyweight Championship |       |                   |               |                                                                            |
| Ray Stevens                                                        | 1     | novembre 1960     |               |                                                                            |
| Bob Ellis                                                          | 1     | 11 novembre 1960  | San Francisco |                                                                            |
| Ray Stevens                                                        | 2     | Maggio 1961       | San Francisco |                                                                            |
| Vacante                                                            |       | Luglio 1962       |               | Stevens si ruppe la caviglia in una gara di Go Kart.                       |
| Pepper Gomez                                                       | 1     | Luglio 1962       | Windsor       | Sconfisse Freddie Blassie.                                                 |
| Ray Stevens                                                        | 3     | 23 febbraio 1963  | San Francisco |                                                                            |
| Wilbur Snyder                                                      | 1     | 20 aprile 1963    | San Francisco |                                                                            |
| Ray Stevens                                                        | 4     | 29 giugno 1963    | San Francisco |                                                                            |
| Dominic DeNucci                                                    | 1     | 25 gennaio 1964   | San Francisco |                                                                            |
| Ray Stevens                                                        | 5     | 29 febbraio 1964  | San Francisco |                                                                            |
| Kinji Shibuya                                                      | 1     | 25 ottobre 1964   | Honolulu      |                                                                            |
| Bobo Brazil                                                        | 1     | 16 ottobre 1965   | San Francisco |                                                                            |
| Kinji Shibuya                                                      | 2     | 13 novembre 1965  | San Francisco |                                                                            |
| Bill Watts                                                         | 1     | 19 febbraio 1966  | San Francisco |                                                                            |
| Ray Stevens                                                        | 6     | 11 marzo 1967     | San Francisco |                                                                            |
| Bearcat Wright                                                     | 1     | 2 dicembre 1967   | San Francisco |                                                                            |
| Kinji Shibuya                                                      | 3     | 17 febbraio 1968  | San Francisco |                                                                            |
| Bearcat Wright                                                     | 2     | 13 aprile 1968    | San Francisco |                                                                            |
| King Curtis Iaukea                                                 | 1     | 4 luglio 1968     | San Francisco |                                                                            |
| Ray Stevens                                                        | 7     | 14 settembre 1968 | San Francisco | La federazione entrò nella National Wrestling Alliance.                    |
| Rinominato NWA United States Heavyweight Championship              |       |                   |               |                                                                            |
| King Curtis Iaukea                                                 | 2     | 10 maggio 1969    | San Francisco |                                                                            |
| Ray Stevens                                                        | 8     | 7 giugno 1969     | San Francisco |                                                                            |
| Vacante                                                            |       | Agosto 1969       |               | Stevens si ruppe la gamba in una gara di auto.                             |
| Pat Patterson                                                      | 1     | 9 agosto 1969     | San Francisco | Sconfiggendo Pedro Morales.                                                |
| Ray Stevens                                                        | 9     | 11 luglio 1970    | San Francisco |                                                                            |
| Paul DeMarco                                                       | 1     | 5 giugno 1971     | San Francisco |                                                                            |
| Peter Maivia                                                       | 1     | 31 luglio 1971    | San Francisco |                                                                            |
| Paul DeMarco                                                       | 2     | 18 settembre 1971 | San Francisco |                                                                            |
| Rocky Johnson                                                      | 1     | 5 novembre 1971   | San Francisco |                                                                            |
| Pat Patterson                                                      | 2     | 12 febbraio 1972  | San Francisco |                                                                            |
| Vacante                                                            |       | 7 dicembre 1972   |               | Titolo vacante dopo un match contro Great Mephisto.                        |
| Great Mephisto                                                     | 1     | 17 febbraio 1973  | San Francisco | Sconfiggendo Patterson in un rematch.                                      |
| Pat Patterson                                                      | 3     | 28 aprile 1973    | San Francisco |                                                                            |
| Moondog Mayne                                                      | 1     | 29 dicembre 1973  | San Francisco |                                                                            |
| Peter Maivia                                                       | 2     | 12 ottobre 1974   | San Francisco |                                                                            |
| Bugsy McGraw                                                       | 1     | 15 gennaio 1975   | San Francisco |                                                                            |
| Pat Patterson                                                      | 4     | 5 aprile 1975     | San Francisco |                                                                            |
| Angelo Mosca                                                       | 1     | 7 luglio 1975     | San Jose      |                                                                            |
| Pat Patterson                                                      | 5     | 7 settembre 1975  | Sacramento    |                                                                            |
| Mr. Fuji                                                           | 1     | 7 febbraio 1976   | San Francisco |                                                                            |
| Vacante                                                            |       | 12 febbraio 1977  |               | Fuji lasciò la promotion.                                                  |
| Pat Patterson                                                      | 6     | 12 marzo 1977     | San Francisco | Sconfiggendo Alexis Smirnoff nella finale di un torneo.                    |
| Alexis Smirnoff                                                    | 1     | 16 aprile 1977    | San Francisco |                                                                            |
| Dean Ho                                                            | 1     | 16 luglio 1977    | San Francisco |                                                                            |
| Bob Roop                                                           | 1     | 17 settembre 1977 | San Francisco |                                                                            |
| Vacante                                                            |       | Dicembre 1977     |               | Bob Roop venne licenziato.                                                 |
| Dean Ho                                                            | 2     | 14 gennaio 1978   | San Francisco | Vincendo un torneo.                                                        |
| Don Muraco                                                         | 1     | 1º aprile 1978    | San Francisco |                                                                            |
| Moondog Mayne                                                      | 2     | 13 maggio 1978    | San Francisco |                                                                            |
| Vacante                                                            |       | 13 agosto 1978    |               | Moondog Mayne morì in un incidente d'auto.                                 |
| Buddy Rose                                                         | 1     | 16 settembre 1978 | San Francisco | Sconfiggendo Jimmy Snuka nella finale di un torneo.                        |
| Vacante                                                            |       | 1979              |               | Rose venne sospeso                                                         |
| Ron Starr                                                          | 1     | 3 marzo 1979      | San Francisco | Sconfiggendo Roddy Piper.                                                  |
| Buddy Rose                                                         | 2     | 11 maggio 1979    | San Francisco |                                                                            |
| Ron Starr                                                          | 2     | 8 giugno 1979     | San Francisco | Sconfiggendo Johnny Mantell quando Rose si rifiutò di difendere il titolo. |
| Bob Sweetan                                                        | 1     | 23 ottobre 1979   | San Francisco |                                                                            |
| George Wells                                                       | 1     | 29 dicembre 1979  | San Francisco |                                                                            |
| Ed Wiskoski                                                        | 1     | 7 giugno 1980     | San Francisco |                                                                            |
| Ron Starr                                                          | 3     | 9 agosto 1980     | San Francisco |                                                                            |
| Bob Sweetan                                                        | 2     | 13 ottobre 1980   | San Francisco |                                                                            |
| Vacante                                                            |       | Ottobre 1980      |               | Sweetan lasciò la federazione                                              |
| Dusty Rhodes                                                       | 1     | 8 novembre 1980   | San Francisco | Sconfiggendo Dick Slater.                                                  |
| Titolo ritirato                                                    |       | Gennaio 1981      |               | La federazione Big Time Wrestling cessò le attività.                       |